# Georg Edmund Dann
Georg Edmund Dann (* 22. Juli 1898 in Brüssow; † 11. September 1979 in Göttingen) war ein deutscher Apotheker und Pharmaziehistoriker.

## Leben
Dann wurde als Sohn eines Apothekers in Brüssow in der Uckermark geboren. Nach dem Studium der Pharmazie in Marburg, Berlin und Rostock übernahm er als Pächter und späterer Inhaber die ‚Adler-Apotheke‘ in Zehden (Cedynia). Er blieb dort bis zu seiner Flucht im Februar 1945 und wurde anschließend nach Schleswig-Holstein verschlagen. Dort konnte er 1948 in Kronshagen eine neue, eigene ‚Adler-Apotheke‘ eröffnen und übernahm gleichzeitig an der Christian-Albrechts-Universität zu Kiel (CAU) einen Lehrauftrag für Geschichte der Pharmazie. Aus der dort eingerichteten 'Bibliothek für Geschichte der Medizin, der Pharmazie und der Naturwissenschaften' entstand 1962 das Institut für Geschichte der Medizin und der Pharmazie. Es sollte die „Anerkennung der Pharmaziegeschichte als vollgültiges Lehr- und Forschungsfach“ einschließen. Aufgrund seiner wissenschaftlichen Arbeiten und seiner Verdienste bei der Errichtung einer pharmaziegeschichtlichen Forschungsstätte an der CAU wurde er im Jahr 1963 zum Honorarprofessor ernannt. Nach dem Erlöschen des Lehrauftrages im Jahr 1965 blieb er bis 1969 offiziell Leiter der Abteilung Pharmaziegeschichte.
Dann war im Jahr 1926 Mitbegründer der Gesellschaft für Geschichte der Pharmazie und wurde Beisitzer der Gesellschaft. Nach dem Zweiten Weltkrieg 1947 war er der Motor der Erneuerung und langjährige Präsident der Gesellschaft unter dem Namen Internationale Gesellschaft für Geschichte der Pharmazie. 1952 war er der Initiator der Académie Internationale d’Histoire de la Pharmacie. Er wird in Fachkreisen als ein Pionier und „Nestor der Pharmaziegeschichtsschreibung“ bezeichnet.
Als Autodidakt veröffentlichte er über 400 Publikationen zum Thema Pharmaziegeschichte, darunter Beiträge zur Geschichte einzelner Apotheken, zu Apothekern und Apothekerfamilien, zu Arzneibüchern, biografischen Studien und zu fachpolitischen Themen. Er wurde 1957 in Paris mit einer Dissertation über Martin Heinrich Klaproth (1743–1817) zum Dr. pharm. promoviert. Von 1952 bis 1978 war er Herausgeber und Autor der Pharmaziegeschichtlichen Rundschau sowie der Beiträge Zur Geschichte der Pharmazie. Im Jahre 1979 wurde Georg Dann in Anerkennung seiner Verdienste die Winkler-Plakette als Sonderausfertigung in Silber verliehen.